# Getta Bloomin' Move On! (The Self Preservation Society)
Getta Bloomin' Move On! (The Self Preservation Society) è un singolo del 1969 cantato dal cast del film Un colpo all'italiana.

## Storia
Per questa canzone, Quincy Jones si ispirò a delle canzoni dell'East End, come My Old Man's a Dustman, cantate in cockney, il dialetto del proletariato londinese. Jones era affascinato dallo slang cockney, lo trovava molto divertente, e voleva fare una canzone in questo stile. All'inizio si pensava che Michael Caine fosse il cantante della canzone, ma Caine spiegò che lui era uno dei cantanti tra gli altri attori del film.